# 村岡四郎
村岡 四郎（むらおか しろう、1899年9月10日 - 1975年5月28日）は日本の実業家。京阪電気鉄道社長、京福電気鉄道会長などを務めた。京阪中興の祖と呼ばれる。

## 来歴
神奈川県橘樹郡城郷村（現在の横浜市港北区小机町）出身。立教中学校（現：立教池袋中学校・高等学校）、第三高等学校を経て東京帝国大学法学部を卒業。近畿日本鉄道（近鉄）社長を務めた佐伯勇は三高・東京帝大の後輩に当たる。
1923年、京阪電気鉄道に入社。運輸部門でキャリアを積む。乗客掛長時代（1927年 - 1936年）には「琵琶湖周遊乗車船券」を発売して、琵琶湖鉄道汽船との競争を優位に導く。さらに「比叡山回遊券」や「宇治川ライン周遊券」などの観光客向けの企画乗車券を発案した。
1937年に東海道本線の京都駅・吹田駅間が電化されて新たなライバルとなると、運輸課長となっていた村岡は旅客サービスと輸送の確保に努めた。1940年に運輸部長となり、1942年、取締役に就任。
1943年、京阪が阪神急行電鉄と合併して京阪神急行電鉄が発足すると、同社の取締役となる。1946年11月に、公職追放を予期して当時の佐藤博夫社長（阪急出身）・佐藤一男副社長（京阪出身）がそろって辞職すると、12月に副社長に就任し、京阪出身者のなかではトップとなる。
村岡は戦後早い段階から京阪の再分離を主張し、1949年12月に淀川東岸路線のみという形で京阪電気鉄道が再発足すると社長に就任した。村岡は就任とともに、「大阪中心部への乗り入れ」「京阪線曲線部の改良」「鴨東線の建設」の三つを公約として掲げた。当時の京阪は、車両・設備の整備復興が目前の課題であり、村岡は「当社の事業はどこまでも電気鉄道中心だ」との信念で経営に当たった。このころ参入企業が相次いでいたプロ野球には、専務の今田英作の意見に従い進出しなかった。
社長在任中には車両や保安施設への投資を積極的におこなった。カルダン駆動方式をいち早く採用した1800系（1953年）や、日本で初めて5扉の通勤形電車となった5000系（1970年）などの新機軸を備えた車両が導入された。1966年8月に蒲生信号所で列車追突事故が起きると、自動列車停止装置の導入を決定、事故から1年2ヵ月後には京阪線全線への設置を完了している。また、1971年には自らの発案で三条駅と淀屋橋駅に発車メロディを導入した。
公約の一つであった大阪都心への乗り入れは1963年に淀屋橋駅への延長という形で実現。地下トンネルのポータル上に村岡の揮毫になる「先覚志茲成」（先覚の志、ここに成る）という扁額が設置された（現在は天満橋駅の構内に移設）。
1960年代始め、京阪は近鉄と奈良電気鉄道株の買収競争ののち、関西電力会長となっていた太田垣士郎の斡旋により自社の持株を近鉄に譲渡する。このとき近鉄の社長だった佐伯勇はのちに「ほんまの勝因というのは、京阪の村岡社長の英断やったな。あっさりと京阪の持株も譲っていい、そのかわり奈良電を一流にたて直しなはれ、というてもろた」と語っている。
この間、1961年に喉頭がんのため声帯を摘出し、以後は人工喉頭での発話を余儀なくされるが、社長として引き続き経営の陣頭に立った。1965年、京阪電鉄社長在職のまま、京福電鉄会長に就任。1970年には公約の二つ目である「曲線改良」の実現ともなる蒲生信号所・天満橋駅間の複々線化を伴う線路移設を実現させ、京橋駅を近代的なターミナルに造り替えた。
沿線開発も「不動産事業もそれからデパートにしても、あるいはその他の雑多な事業でも、やはり鉄道というのが一つの大きな骨格になっている」という方針の下で進めた。特に樟葉駅周辺の再開発は、田畑だった土地をショッピングセンター（くずはモール）と住宅街に変える大規模なものであった。
社外では関西鉄道協会会長、日本民営鉄道協会理事などを歴任した。
寝屋川信号所・土居駅間の高架複々線化事業が進行中だった1975年5月に社長在職のまま死去。享年77（75歳没）。没後、勲二等旭日重光章が授与された。
社長就任時の残る公約である鴨東線は死去から14年後の1989年に実現している。

## 人物
運輸課長時代、東海道本線の京都・吹田間電化の完成に際して、鉄道省が開いたモハ52形の開通試乗会に出向いた折に、モハ52形をぐっとにらみつけていたという。
関係が深かった東洋電機製造が東洋電機カラーテレビ事件で世間の非難を浴びたとき、村岡は「これで多年東洋電機の製品を使っている電鉄業界が東洋を使わなくなったらどんなことになるか」と、社員に東洋電機製造の工場視察や納品物の十分なチェックを指示した。「現場は一生懸命仕事をやっていて動揺は見られない」という報告を受けた村岡は支援を決め、積極的に発注をおこなうとともに、他の私鉄経営者にも製品の発注を依頼した。
京阪本線の連結両数を増やす際に、橋本駅の京都方に踏切があってホームの延伸が困難なため、当面一両のドアカットをおこなうことが検討された。承認を求められた村岡は「扉を開閉しているのは乗務員であって、運輸部長でも課長でもない。万一ドアが開いてお客が落ちるような事故があった場合、君たちはその乗務員に責任を負わせることができるのか。われわれは少なくとも設備を完全に整えて、そしてその上で責任を取らすようにしなければならない。それから少なくとも幹線輸送でドアカットをするなど京阪の名誉にかかわることだ」として、即刻どんな障害があってもホームを延伸させるように命じた。
公約の一つである「京阪線曲線部の改良」に関してはより遠大な構想を持っていた。1958年の社内報に掲載した文章では、道路整備の進展が予想される中で京阪間を40何分もかかっているようでは寒心に堪えず、このままでは生き残れないとして、洛北から淀屋橋まで30分台で走る快速電車の実現を夢として掲げている。この文章では具体策には触れていないが、京阪は1971年に中書島駅・淀駅間の京都市伏見区三栖から分岐する「第二京阪線」の構想を表明したことがあった（具体化せず）。